# Jan Polák
Jan Polák (Brno, 14 de março de 1981) é um futebolista tcheco. Polák fez parte do elenco da seleção tcheca convocada para a Copa do Mundo FIFA de 2006.

## Carreira
Jan Polák representou a Seleção Checa de Futebol, nas Olimpíadas de 2000. 

## Títulos
1. FC Nürnberg
- Copa da Alemanha: 2007

RSC Anderlecht
- Copa da Bélgica: 2008
- Campeonato Belga de Futebol: 2010